# Leads and lags
Leads and Lags – angielski termin oznaczający procesy przyspieszania lub opóźniania rozliczeń międzynarodowych, których przyczyną są wahania notowań kursów walutowych. Importer spodziewając się spadku kursu waluty swojego kraju podejmuje działania przyspieszające zapłatę za import. Stara się w ten sposób uniknąć zapłaty w zdewaluowanej walucie. Z kolei eksporter w takim przypadku podejmuje działania opóźniające zapłatę za eksport. Otrzymanie waluty zagranicznej i jej zamiana na walutę krajową we wcześniejszym terminie może narazić eksportera na straty w przypadku dewaluacji waluty eksportera. W przypadku spodziewanego wzrostu kursu waluty krajowej importer opóźnia zapłatę za towary, a eksporter stara się przyspieszyć zapłatę za towary eksportowane.  Powyższe zjawiska występują w krajach posiadających waluty wymienialne.